# Johan Kenkhuis
Johan Kenkhuis (ur. 7 maja 1980 w Vriezenveen) – holenderski pływak, specjalizujący się w stylu dowolnym.
Jego największym sukcesem jest wywalczenie srebrnego medalu podczas igrzysk olimpijskich w Atenach (2004) w sztafecie 4 × 100 m stylem dowolnym oraz brązowego medalu w Sydney (2000) w sztafecie 4 × 200 m stylem dowolnym.
Srebrny medalista mistrzostw świata z Fukuoki (2001) w sztafecie 4 × 100 m stylem dowolnym. Dwukrotny medalista mistrzostw świata na krótkim basenie z Hongkongu (1999). Mistrz Europy ze Stambułu (1999) w sztafecie 4 × 100 m stylem dowolnym. Ośmiokrotny medalista mistrzostw Europy na krótkim basenie.
Jest gejem.